# Zillion
Zillion (赤い光弾ジリオン?, Akai Kōdan Jirion), è un anime che è stato trasmesso dal 12 aprile 1987 sino a dicembre dello stesso anno sulla Nippon Television in Giappone grazie alla produzione di Tatsunoko Production e SEGA. Dopo aver prodotto l'anime, Tatsunoko Production e Mitsuhisa Ishikawa, il produttore della serie fonderanno Production I.G, infatti Zillion viene considerato essere il primo lavoro di Production I.G. Cinque dei 31 episodi sono stati prodotti anche negli USA in supporto VHS da Streamline Pictures.

## Trama
La storia è ambientata nel futuro, anno 2387 in un pianeta lontano chiamato Maris. In quest'epoca i Noza cercando di uccidere tutti gli umani che trovano per cercare di riprodursi e conquistare il pianeta. Tre ragazzi (JJ, Champ, and Apple) sono stati scelti come cavalieri bianchi per combattere le forze nemiche.

## Adattamenti
Due videogiochi sono stati creati sulla serie e intitolati semplicemente Zillion e Zillion II. Inoltre è stato creato anche un film Zillion: Burning Night sempre grazie al successo della serie. L'anime e i videogiochi sono arrivati anche in Brasile.

## Personaggi
| Nome  | Doppiatore giapponese | Doppiatore inglese |
| ----- | --------------------- | ------------------ |
| Champ | Kazuhiko Inoue        | Kerrigan Mahan     |
| J.J.  | Toshihiko Seki        | Doug Stone         |
| Apple | Yūko Mizutani         | Barbara Goodson    |
| Amy   | Chieko Honda          | Wendee Lee         |

## Sigle
Sigla iniziale
- Pure Stone di Risa Yuuki

Sigla finale
- Push! di Risa Yuuki